# Manzanal de Arriba
Manzanal de Arriba ist ein nordwestspanischer Ort und eine Gemeinde (municipio) mit nur noch 350 Einwohnern (Stand: 2024) im Süden der Provinz Zamora in der Autonomen Gemeinschaft Kastilien-León. Zur Gemeinde gehören neben dem namensgebenden Hauptort Manzanal de Arriba die Ortschaften Codesal, Sagallos, Folgoso de la Carballeda, Sandín, Pedroso de la Carballeda, Linarejos und Santa Cruz de los Cuérragos.

## Lage und Klima
Manzanal de Arriba liegt am westlichen Rand der Kastilischen Hochebene (Meseta Iberica) an der Grenze zu Portugal in einer Höhe von ca. 885 m. Die Provinzhauptstadt Zamora ist gut 70 km (Fahrtstrecke) in südöstlicher Richtung entfernt. Der Río Tera begrenzt die Gemeinde im Norden und wird dort mit der Talsperre Cernadilla aufgestaut. Im Nordosten der Gemeinde befinden sich weitere Ausläufer des Stausees der Talsperre Valparaíso. Das gemäßigte Kontinentalklima wird nur selten vom Atlantik beeinflusst; Regen (794 mm/Jahr) fällt vorwiegend im Winterhalbjahr.

## Bevölkerungsentwicklung
| Jahr      | 1970 | 1981 | 1991 | 2001 | 2011 | 2021 |
| Einwohner | 517  | 440  | 411  | 373  | 380  | 346  |

## Sehenswürdigkeiten
- Mames-Kirche
- das fast ausgestorbene Dorf Santa Cruz de los Cuérragos gilt als ethnologische Sehenswürdigkeit, weil es noch in seiner typischen westspanischen Dorfgestaltung erhalten ist